# Círculo Polar Ártico
Astronomicamente denominam-se círculos polares as linhas definidas pelos pontos de interseção entre a superfície da esfera planetária (em questão a terrestre) e uma reta imaginária que passe pelo centro do planeta de forma a posicionar-se sempre perpendicular ao plano eclíptico, provida no mínimo uma rotação completa do planeta (um dia sideral).
Por simetria tais linhas justapõem-se a dois dos paralelos geográficos do planeta. Ao paralelo assim selecionado no hemisfério norte dá-se o nome de Círculo Polar Ártico, e  ao paralelo assim selecionado no hemisfério sul dá-se o nome de Círculo Polar Antártico.
Nas regiões entre os dois círculos polares verifica-se sempre um nascer e um ocaso da estrela central (o Sol no caso da Terra) a cada dia. Sobre cada um dos círculos polares, em uma  data do ano não se verifica o nascer, e em outra não se verifica o poente da estrela, havendo pois um dia sem iluminação e outro sem umbra ao longo do ano. Para regiões entre cada um dos círculos polares e seu respectivo polo, quanto mais junta ao polo, maior o número de dias consecutivos sob iluminação contínua (sem ocaso) e maior o número de dias sob umbra contínua (sem o amanhecer), verificando-se o extremo para tais períodos justamente nos polos.

## Círculo polar ártico terrestre

Mapa-múndi com o Círculo Polar Ártico traçado a vermelho

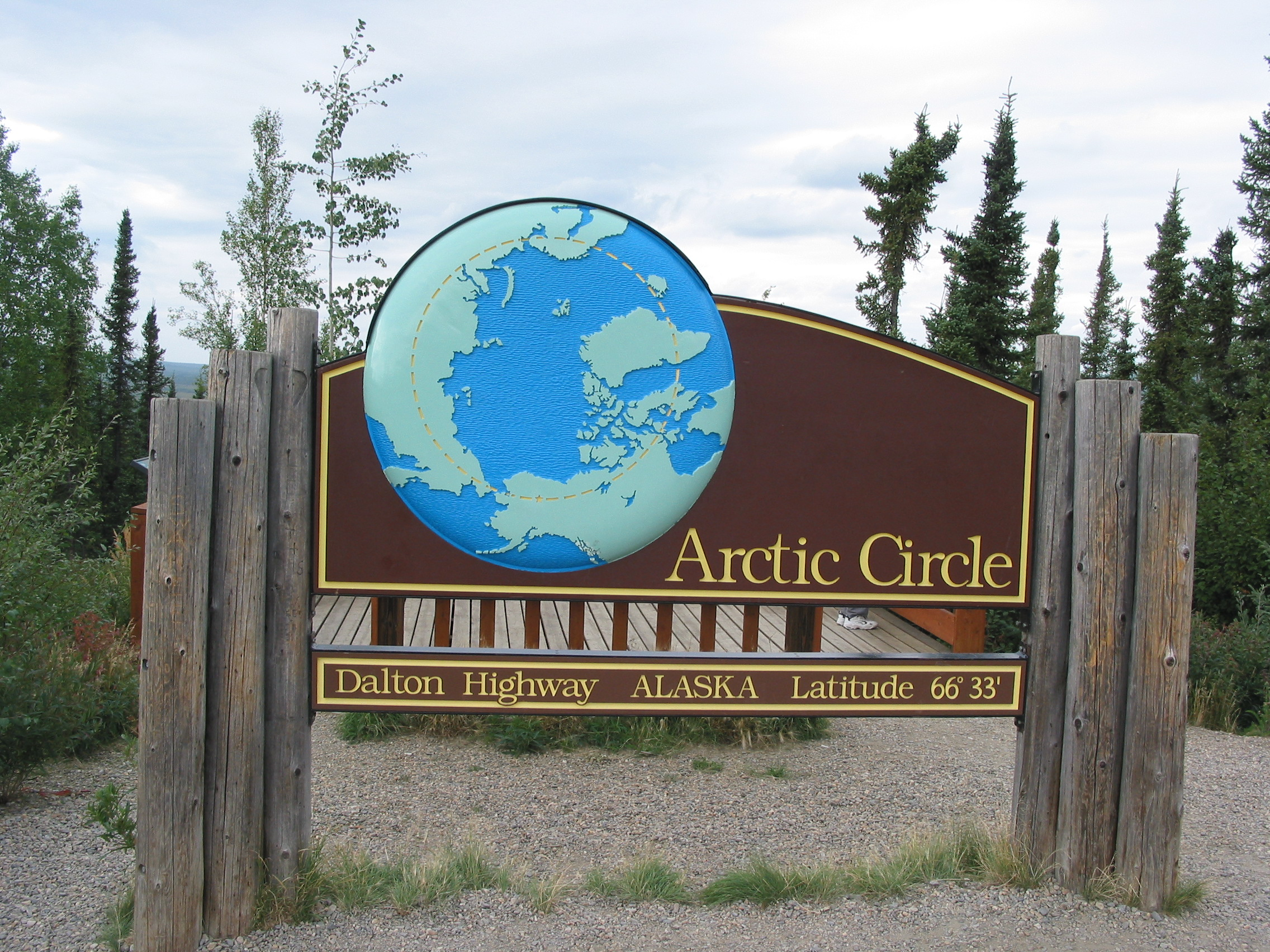
Linha do Círculo Polar Ártico no Alasca - EUA

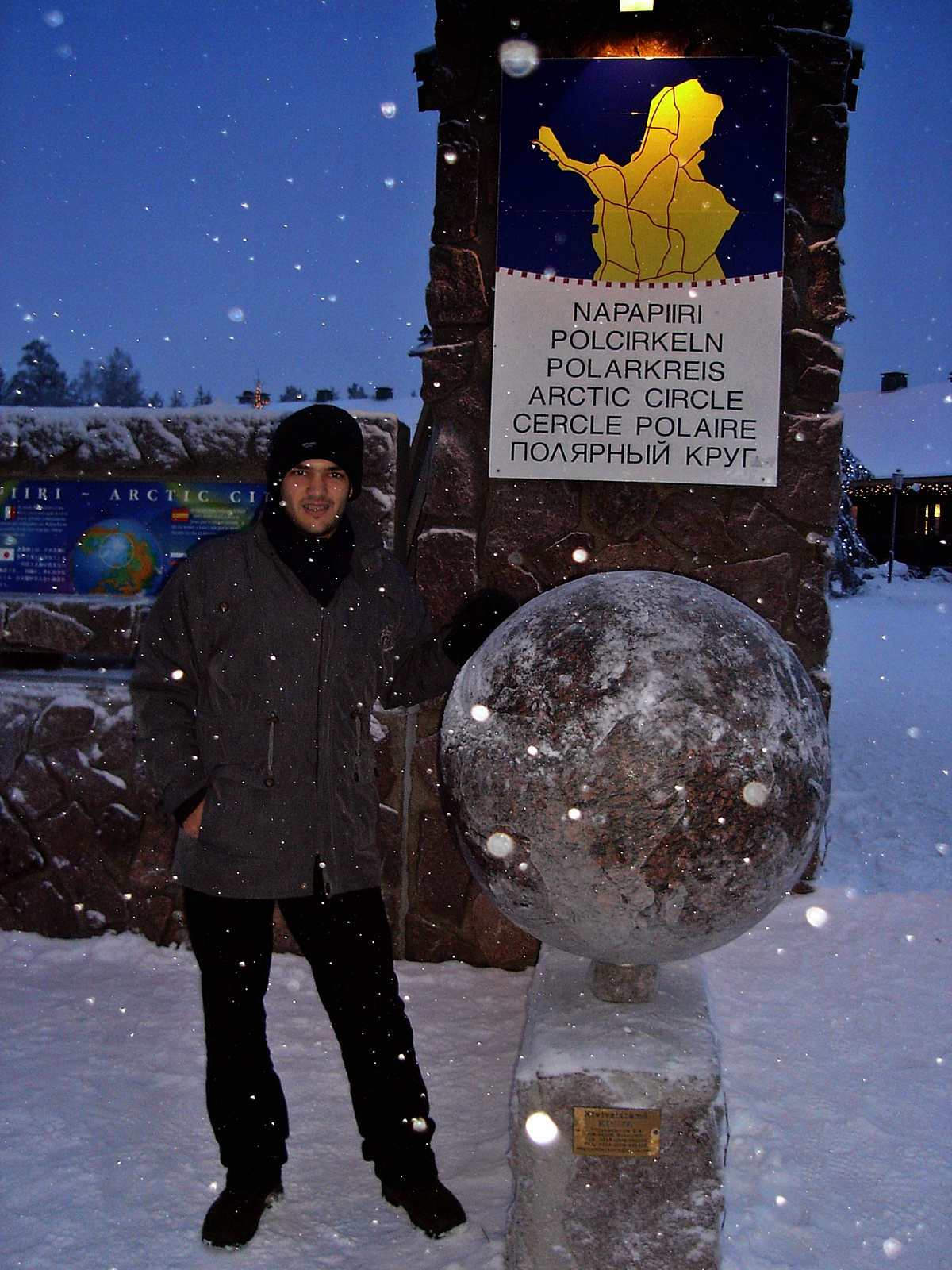
Linha do Círculo Polar Ártico em Rovaniemi - Finlândia

O Círculo Polar Ártico (AO 1945: Círculo Polar Árctico) terrestre corresponde ao paralelo da latitude 66º 33’ 44" (ou 66,5622°) Norte. Define uma linha imaginária no planeta, ao norte da qual há pelo menos um dia de noite absoluta (24 horas de escuridão) no inverno e pelo menos um dia de luz absoluta (24 horas de sol) no verão boreal (sol da meia-noite) por ano.
Aí há um dia por ano no qual o sol não aparece, ficando, porém, na fímbria do horizonte. Daí para o norte, ocorrem gradativamente mais dias sem que o sol apareça, até que no Pólo Norte, durante seis meses, o sol não aparece.
As áreas localizadas na proximidade deste paralelo e a sul da latitude 70° N são de clima subártico ou subártico oceânico, passando praticamente o quase ano todo com temperaturas abaixo do ponto de congelamento. Nestas latitudes, a amplitude térmica anual é geralmente superior aos 30 °C, variando de vários graus abaixo de zero durante o inverno boreal, a até poucos graus acima de zero no verão boreal. Tanto que durante o inverno o Mar Glacial Ártico costuma congelar, formando uma calota de gelo durante a longa noite fria, que na latitude 90º N pode durar até seis meses.
As principais áreas pelas quais passa o Círculo Polar Ártico são o estado norte-americano do Alasca, o norte do Canadá, o sul da Gronelândia, o extremo norte da Islândia (ilha de Grímsey), o norte da Escandinávia e o norte da Rússia.
Ao longo do tempo os Círculos Polares movem-se, estimando-se esse movimento em cerca de 15 metros por ano no sentido da redução.
A área a norte do Círculo Polar Ártico é escassamente habitada. As maiores cidades são Murmansk, (Rússia, pop. 325 100), Norilsk, (Rússia, pop. 135 000), Tromsø (Noruega, pop. 62 000) e Rovaniemi (Finlândia, pop. 59 000).

## Geografia
O Círculo Polar Ártico passa através do Oceano Ártico, a península escandinava, Norte da Ásia, América do Norte e da Gronelândia. As terras sobre o Círculo Polar Ártico estão divididas entre os oito países: Noruega, Suécia, Finlândia, Rússia, Estados Unidos, Canadá, Dinamarca (Groenlândia) e Islândia.
Começando no Meridiano de Greenwich a partir do leste, o Círculo Polar Ártico atravessa:
| Longitude                          | País, Território ou Mar         | Notas                                                                      |
| ---------------------------------- | ------------------------------- | -------------------------------------------------------------------------- |
| 5° 10°                             | Oceano Ártico                   | Mar da Noruega                                                             |
| 15°                                | Noruega                         | Rødøy, Svartisen, Saltfjell, Bogvatnet                                     |
| 20°                                | Suécia                          | Jokkmokk                                                                   |
| 25°                                | Finlândia                       | Rovaniemi, Lake Kemijärvi                                                  |
| 30° 40°                            | Rússia, Carélia                 | Golfo de Kandalaksha, Península de Kola, Passagem do Nordeste (leste)      |
| 41°-43°                            | Mar Branco                      |                                                                            |
| 45° 50°                            | Rússia, Nenetsia                |                                                                            |
| 55° 60°                            | Rússia, Komi                    |                                                                            |
| 65° 70° 75° 80°                    | Rússia, Iamália                 | Salekhard, Golfo de Ob                                                     |
| 85°                                | Rússia, Krasnoyarsk             |                                                                            |
| 90° 100° 105°                      | Rússia, Evenkia                 |                                                                            |
| 110° 120° 130° 135° 140° 150° 155° | Rússia, Iacútia                 | Udachnaya pipe                                                             |
| 160° 170° E 180°                   | Rússia, Chukotka                |                                                                            |
| 170° W                             | Oceano Ártico                   | Mar de Chukchi, Passagem do Noroeste (oeste), Passagem do Nordeste (oeste) |
| 165°                               | Estados Unidos, Alaska          | Península de Seward                                                        |
| 163°                               | Oceano Ártico                   | Kotzebue Sound                                                             |
| 165° 160° 150°                     | Estados Unidos, Alaska          | Selawik Lake, Fort Yukon                                                   |
| 140° [130°                         | Canadá, Yukon                   |                                                                            |
| 120°                               | Canadá, Territórios do Noroeste | Grande Lago do Urso                                                        |
| 110° 100° 90° 85°                  | Canadá, Nunavut                 | Repulse Bay                                                                |
| 80°                                | Bacia de Foxe                   |                                                                            |
| 70° 65°                            | Canadá, Nunavut                 | Ilha de Baffin, Monte Thor                                                 |
| 60° 55°                            | Oceano Ártico                   | Estreito de Davis, Passagem do Noroeste (oeste)                            |
| 50° 45° 40° 35°                    | Gronelândia                     | Manto de gelo da Gronelândia                                               |
| 30° 25°                            | Oceano Ártico                   | Estreito da Dinamarca                                                      |
| 20° 5°                             | Islândia                        | Ilha de Grímsey                                                            |
| 10° 5°                             | Oceano Ártico                   | Mar da Noruega                                                             |
São relativamente poucas as pessoas que vivem ao norte do Círculo Polar Ártico devido ao clima. As três maiores comunidades acima do Círculo Polar Ártico estão situados na Rússia: Murmansk (população 325 100), Norilsk (135 000), e Vorkuta (85 000). Tromsø (na Noruega) tem cerca de 62 000 habitantes, enquanto que Rovaniemi (na Finlândia), que se situa ligeiramente a sul da linha, tem um pouco menos de 58 000.